# Meierei (Langeoog)

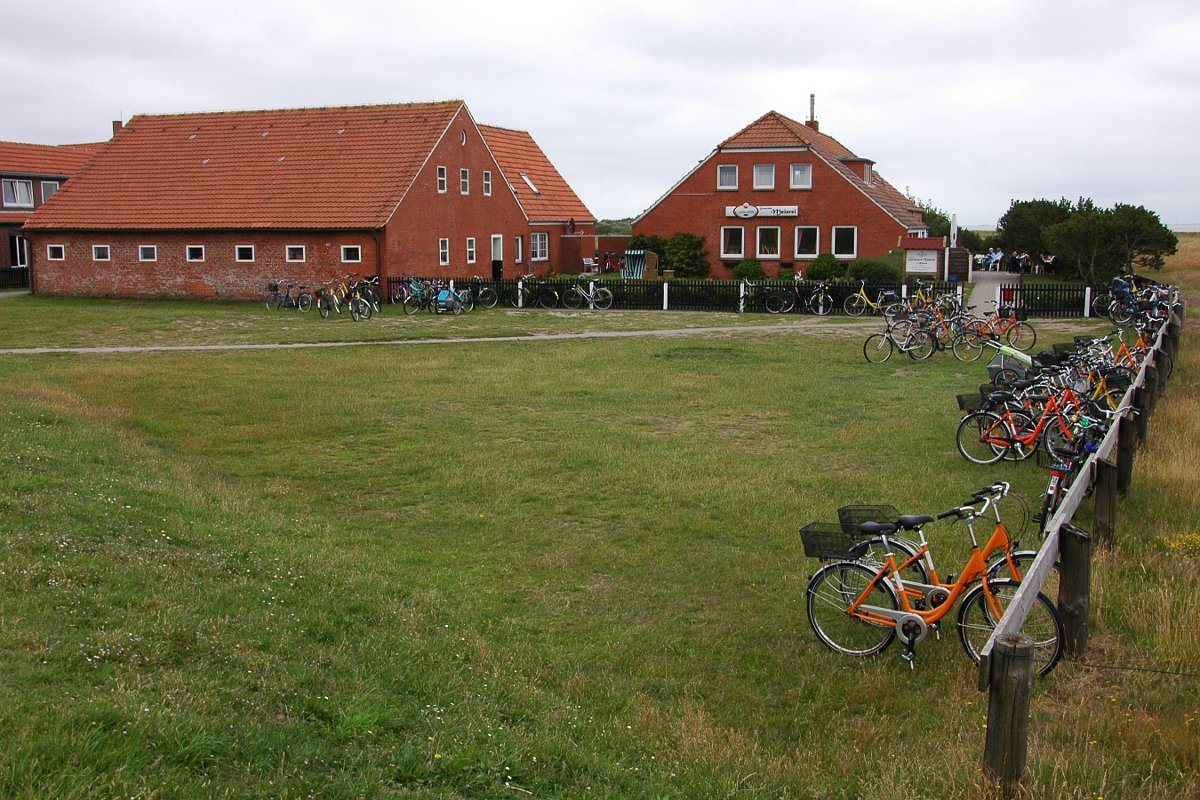
Meierei, Westseite (2011)

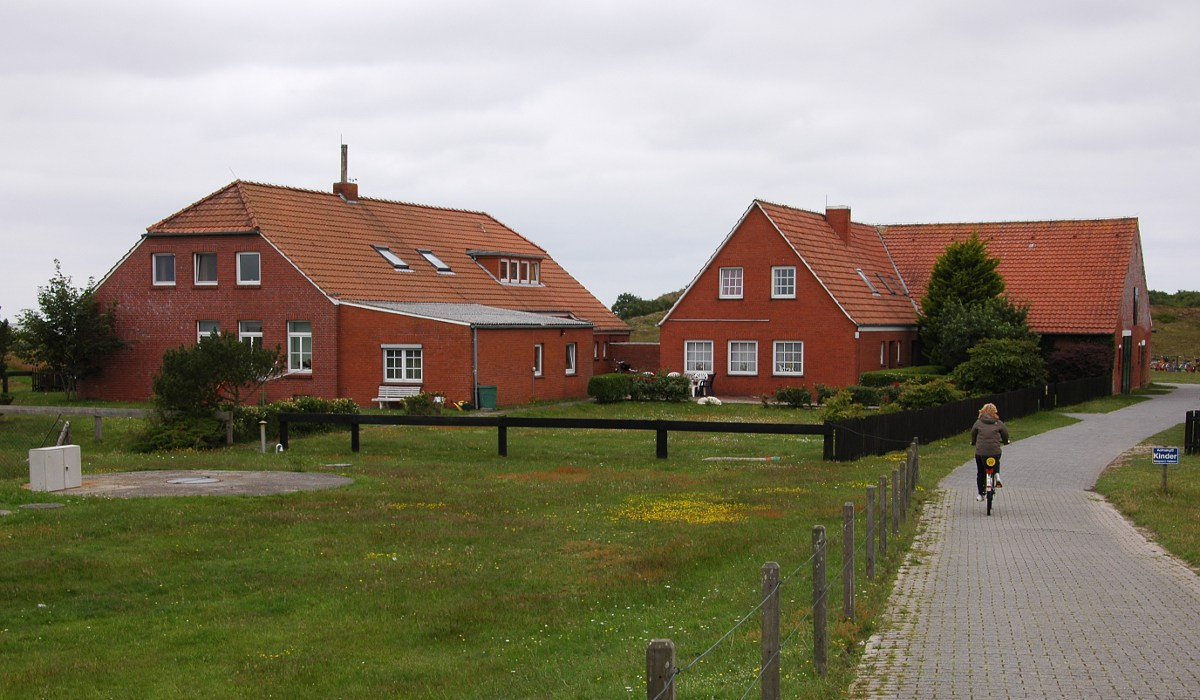
Meierei, Ostseite (2011)

Die Meierei ist eine Einzelsiedlung auf der deutschen Nordseeinsel Langeoog.

## Geographische Lage
Die Meierei liegt am Ostende Langeoogs, etwa 7 Kilometer östlich des Inseldorfs und etwa 3,7 Kilometer östlich der Domäne Melkhörn. Bis zum Osterhook, dem östlichsten Punkt der Insel, müssen ab der Meierei noch 2,6 Kilometer zurückgelegt werden. Die Meierei und ihre Umgebung liegt wie eine Exklave im Nationalpark Niedersächsisches Wattenmeer. 

## Geschichte
Die Meierei auf Langeoog wurde 1741 durch den damaligen Inselvogt Hayduck Taaken am Ostende der Insel als Wohnstätte errichtet und liegt etwa acht Kilometer vom Rathaus der Insel im Ortskern entfernt. 1764 übernahm Adde Röben die Pacht des Ostendes, dessen Schwiegersohn und spätere Inselvogt Gerjet Ludwig Kuper ihn wiederum als Pächter ablöste. Dieser zog jedoch später nach seiner Ernennung zum Inselvogt und Bürgermeister ins Westdorf der Insel.

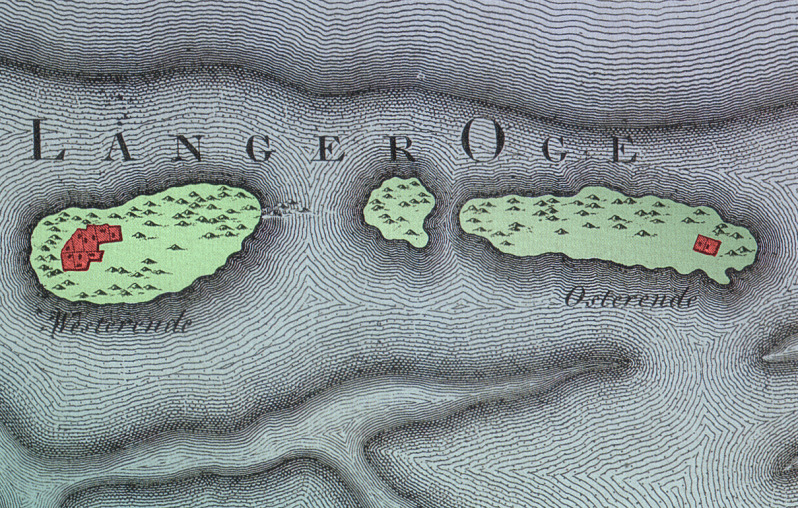
Langeoog um 1805 mit der Meierei am Ostende (Karte von Karl Ludwig von Le Coq)

Den Namen Meierei erhielt sie jedoch erst 1895. Die offizielle Bezeichnung der Meierei lautete „Domäne Ostende“ und bis zu ihrer Auflösung im Jahr 1953 wurde hier Landwirtschaft betrieben. Lange Zeit gehörte die Meierei dem Kloster Loccum an und diente zur Versorgung des Inselhospizes mit landwirtschaftlichen Produkten. Ab mindestens 1828 beherbergte die Meierei offiziell eine „Krugwirtschaft“. Bereits 1768 wurde dem damaligen Pächter jedoch schon per Vertrag mit der fürstlichen Verwaltung in Aurich dieses Recht zugestanden. Auch in der heutigen Zeit ist dort eine Gaststätte untergebracht. Hier können zwei aus der Zeit der Kontinentalsperre stammende französische Kanonenkugeln besichtigt werden, die im Rahmen von Ausschachtungsarbeiten in der Nähe 1,80 Meter unterhalb der Erdoberfläche gefunden wurden.
Am 22. Oktober 1962 zerstörte ein Feuer einen Teil des Gebäudes, so dass der größte Teil des Hauptgebäudes 1963 neu gebaut wurde. 
1971 wurde eine Verbindung mittels Fahrradweg zum im Westen der Insel gelegenen Dorf hergestellt. Zudem werden auf der Insel Kutschfahrten dorthin angeboten. Seit 1975 ist die Meierei von einem 5,20 Meter hohen Deich geschützt. Des Weiteren existiert ein 0,9 bis 1,1 Meter hoher Sommerdeich, der am Wattrand vom Seedeich bis zur Meierei führt.